# أنتوني بيل
أنتوني بيل (بالإنجليزية: Anthony Bell)‏ هو كاتب سيناريو ورسام رسوم متحركة ومخرج أمريكي، ولد في 1965 في كاليفورنيا في الولايات المتحدة.

## وصلات خارجية
- أنتوني بيل على موقع IMDb (الإنجليزية)
- أنتوني بيل على موقع أول موفي (الإنجليزية)
- أنتوني بيل على موقع قاعدة بيانات الفيلم (الإنجليزية)
- أنتوني بيل على موقع كينوبويسك (الروسية)